# ديفيد غودال
ديفيد ويليام غودال، (بالإنجليزية: David Goodall)‏(ولد في 4 أبريل 1914 و توفي يوم 10 مايو 2018). هو عالم نبات أسترالي وعالم بيئي. كان مؤثرا في التطور المبكر للطرق العددية في علم البيئة، ولا سيما دراسة الغطاء النباتي.

## التعليم
حصل غودال على درجة البكالوريوس في العلوم في عام 1935 ، ثم درجة الدكتوراه في الفلسفة عام 1941 ، وكلتاهما من جامعة لندن (الكلية الإمبراطورية للعلوم والتكنولوجيا). وقد أجريت له بحوث الدكتوراه في محطة بحوث الشرق مولينج في كينت على الاستيعاب في امتصاص نبات الطماطم.

## البحوث
في عام 1948، انتقل إلى أستراليا ليصبح كبير محاضرين في علم النبات في جامعة ملبورن. 1952-1954 ، شغل منصب محاضر في علم النبات في الكلية الجامعية في جولد كوست (الآن جامعة غانا). حصل على درجة الدكتوراه في العلوم من جامعة ملبورن في عام 1953. ثم عاد إلى إنجلترا لتولي منصب أستاذ علم النبات في جامعة ريدينغ 1954-1956. من عام 1956 إلى عام 1967 ، كان باحثًا في العديد من أقسام منظمة الكومنولث للبحوث العلمية والصناعية (CSIRO) في أستراليا، ثم أستاذ علم الأحياء بجامعة كاليفورنيا ، الولايات المتحدة الأمريكية، 1967-1968 ، وأستاذ علم البيئة في الأنظمة. في جامعة ولاية يوتا، الولايات المتحدة الأمريكية 1968-1974. لبقية حياته المهنية، كان ينتمي إلى CSIRO سابقاً، وتقاعد في عام 1979.
في ديسمبر 2016 ، أفيد أن جودال كان لا يزال نشطًا كزميل أبحاث شرفي في مركز إدارة الأنظمة البيئية بجامعة إديث كوان ورئيس تحرير سلسلة النظم البيئية في العالم. في ذلك الوقت، كان يعتقد أنه أقدم علماء لا يزالون يعملون في أستراليا.

## وفاته
“إنتحر” ديفيد غودال عن عمر ناهز 104 أعوام وذلك بعد خضوعه لإجراءات “الموت الرحيم” بمدينة بازل بسويسرا، معبراً عن عدم رغبته في الحياة في مثل هذا العمر.